# Хендерсон, Арчибальд
Арчибальд Хендерсон (21 января 1783 — 6 января 1859) — комендант морской пехоты США, дольше всех занимал эту должность (с 1820 по 1859 год).
О 53-летней службе «дедушки корпуса морской пехоты» рассказывают всем рекрутам морской пехоты в учебных лагерях.

## Биография

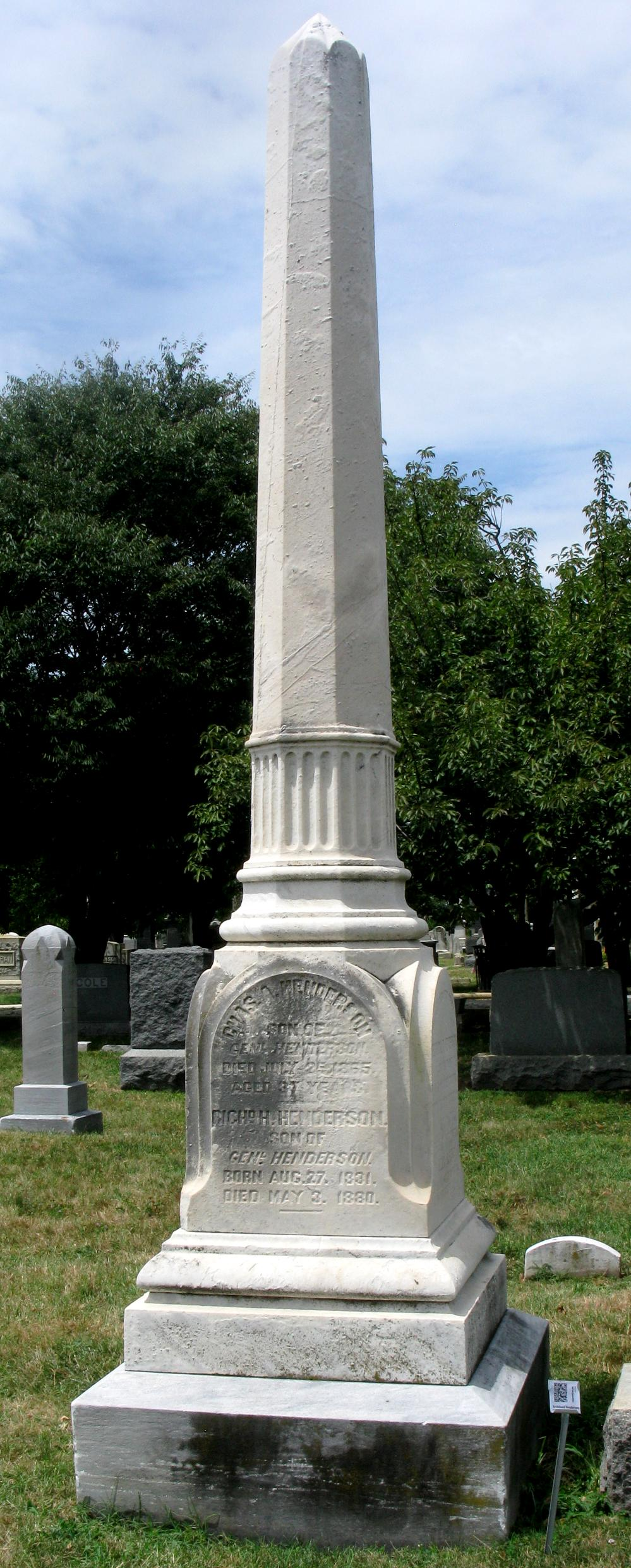
Фамильный памятник семьи Хендерсон на кладбище Конгресса, г. Вашингтон.

Арчибальд Хендерсон родился в общине Колчестер, округа Фэйрфакс, штат Виргиния став одним из шести детей в семье процветающего торговца Александра Хендерсона и Сары (Салли) Мур. 4 июня 1806 года в возрасте 18 лет Арчибальд вступил в ряды корпуса в звании второго лейтенанта и служил на борту фрегата USS Constitution в ходе его героических сражений в войне 1812 года. Участвовал в нескольких морских боях и был награждён за храбрость. В 1814 году был временно повышен в звании до майора.
С 16 сентября 1818 по 2 марта 1819 года Хендерсон исполнял обязанности коменданта. 17 октября 1820 года в возрасте 37 лет Хендерсон был назначен на должность коменданта корпуса морской пехоты. Прослужил комендантом 38 лет, дольше любого офицера на этой должности.
Хендерсон известен срывом попыток президента Эндрю Джексона объединить корпус с армией в 1829 году. Вместо этого Конгресс выпустил «закон о лучшей организации корпуса морской пехоты» в 1834 году, дав гарантию, что морские пехотинцы останутся под началом военно-морского министерства США. В тот же год Хендерсон получил звание полковника.
Начало службы Хендерсона пришлось на кампании против индейцев во Флориде и Джорджии в 1836 и 1837 годах. В 1843 году Хендерсон был временно повышен до звания бригадного генерала за свои действия в ходе этих кампаний. По рассказам он повесил на двери объявление: «Уехал во Флориду воевать с индейцами. Вернусь, когда война закончится».
На период его службы пришлась Американо-мексиканская война. В конце войны ему был подарен меч с надписью: «От чертогов Монтесумы до берегов Триполи», ставшей первыми словами гимна морских пехотинцев.
Арчибальд Хендерсон скоропостижно скончался 6 января 1859 года и был похоронен на кладбище Конгресса. Согласно сведениям морской пехоты полковник-комендант хотел завещать свой дом (по факту бывшему жильём, предоставленным правительством для его проживания) своим наследникам, забыв, что это собственность правительства.
В честь Хендерсона были названы военный транспорт и здание Henderson Hall Barracks.

## Звания
- Второй лейтенант — 4 июня 1806
- Первый лейтенант — 6 марта 1807
- Капитан — 1 апреля 1811
- Майор (временное повышение) — 1814
- Подполковник-комендант — 17 октября 1820
- Полковник-комендант — 1 июля 1834
- Бригадный генерал (временное повышение) — 27 января 1837